# ديفيد بنجامين شيري
ديفيد بنجامين شيري (بالإنجليزية: David Benjamin Sherry)‏ هو مصور أمريكي، ولد في 14 يناير 1981 في نيويورك في الولايات المتحدة.